# Toolse
Toolse – wieś w Estonii, w prowincji Virumaa Zachodnia, w gminie Vihula.